# Dorette Muller
Pour les articles homonymes, voir Muller.
Dorette Muller, née le 10 juillet 1894 à Strasbourg, morte le 19 mai 1975 à Strasbourg, est une artiste peintre et affichiste française, active en Alsace.

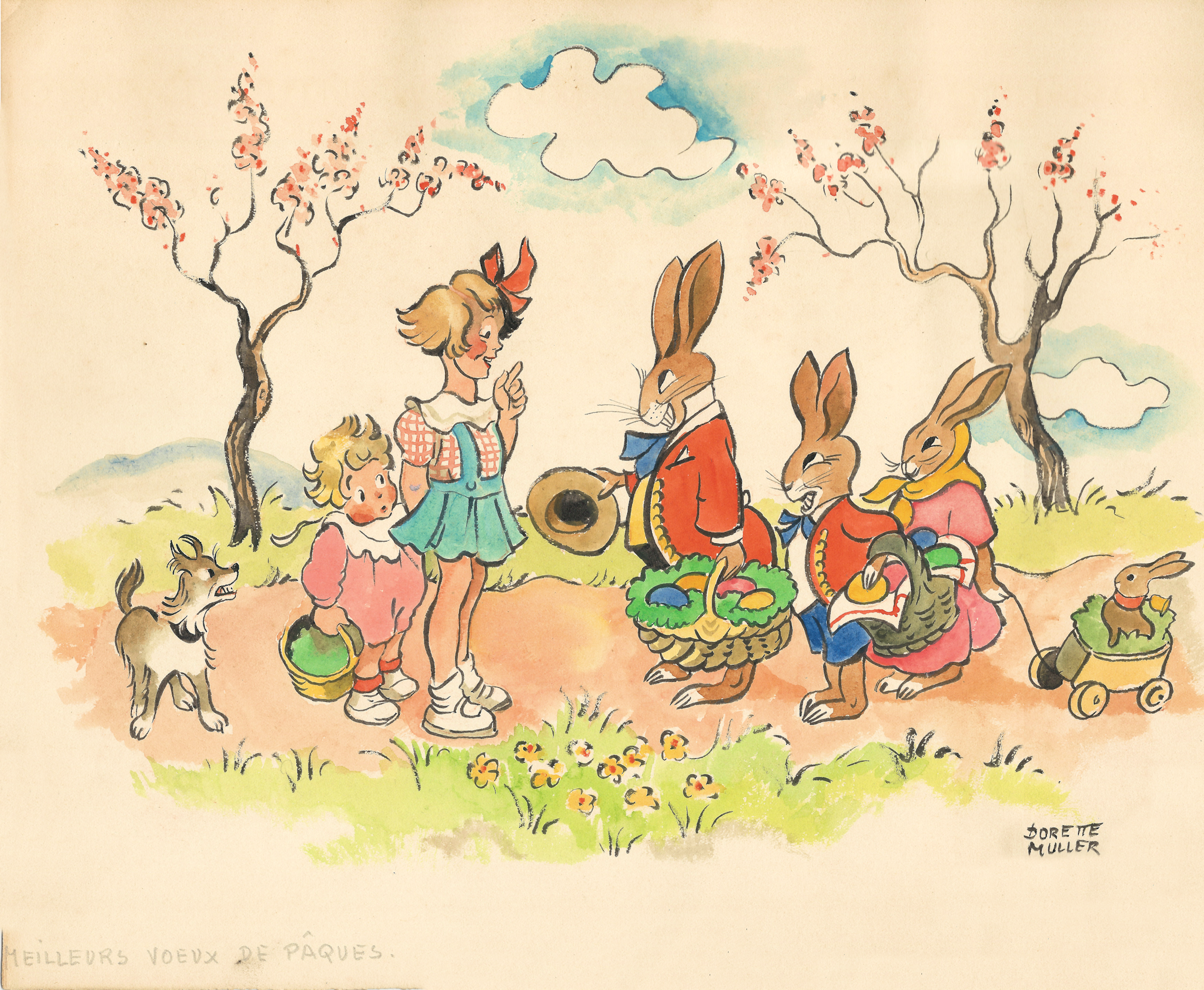

## Biographie
Dora Emma Berthe Émilie (Dorette) Muller est la fille d'Emma Muller, journaliste, poète et dramaturge renommée en Alsace, également militante féministe, et d'Albert Muller, commerçant négociant en huiles alimentaires, vivant au 65, rue du Faubourg-de-Pierre à Strasbourg.
Grandissant dans un foisonnement culturel, Dorette illustre dès l'âge de 4 ans1/2 des carnets de dessins dont certains nous sont parvenus (sa mère les ayant datés, paginés et conservés).
De 1904 à 1911, elle étudie au collège privé protestant pour jeunes filles Höhere Mädchenschule (devenu collège Lucie Berger), ses dessins remarqués obtiennent d'excellentes notes,.
À partir de 1911, elle étudie à l’école des arts décoratifs de Strasbourg, en compagnie de Lisa Krugell. Elle est l’élève d’Émile Schneider, qui dirige la section féminine, de Joseph Sattler et de Georges Ritleng. Plutôt fantaisiste, elle peine à s'adapter au rigorisme allemand. En 1913, elle dessine sa première affiche, lithographiée en deux couleurs, pour le 80e anniversaire de la loterie pour les pauvres (Armen Lotterie) organisée par la ville de Strasbourg.
En 1914, à l'âge de 20 ans, elle est frappée d'un début de surdité qui la privera bientôt totalement d'audition,.
Avec à sa mère, Dorette fréquente le Cercle de Saint-Léonard, ce qui lui permet d'exprimer ses opinions francophiles. En 1919, elle réalise une carte postale célébrant la fin de la guerre. Elle devient en quelque sorte le « Hansi » au féminin. Elle est reconnue après avoir réalisé l'affiche de l'exposition annuelle des travaux d'élèves de l'École des arts décoratifs de Strasbourg où figurent des élèves nus représentant les matières enseignées.
Exilée avec sa mère à Saint-Médard-d'Excideuil (Dordogne) de 1939 à 1953, elle développe son talent de paysagiste (Château d'Excideuil, église de Saint-Médard) et de portraitiste réaliste (le Cantou). Mère et fille collaborent à la Résistance à distance : la mère par ses poèmes et Dorette avec ses dessins humoristiques des Allemands.
En 1953 elles reviennent en Alsace à Soultz-les-Bains. La mère devenue aveugle a besoin de soins intensifs que Dorette ne peut payer qu'avec ses tableaux. À son décès en 1956, Dorette sombre en dépression et quitte Soultz-les-Bains pour Strasbourg où elle sera hébergée dans une mansarde proche du jardin botanique. Là elle renaît peu à peu. Salariée au service d'archéologie du Palais Rohan ou elle réalise des croquis d'objets archéologiques, elle reçoit également des commandes privées.
Dorette meurt le 19 mai 1975 à l'âge de 80 ans, à l’hospice Bethléem de Strasbourg Cronenbourg. Son urne repose au cimetière Nord de Strasbourg dans la tombe familiale.

## Œuvre
L'œuvre de Dorette Muller est essentiellement constituée de dessins, portraits, affiches publicitaires, vignettes, cartes postales, mais aussi un livre pour enfant en français et en allemand (l'histoire du lapin, Hasengeschichte). Elle utilise le crayon, le fusain, le pastel, l'encre, l'aquarelle, la peinture à l'huile et réalise des lithographies sur des supports variés : carton, panneaux, papier.
Elle fournit aussi des illustrations pour le célèbre almanach "Grosse hinkende Bote" et à sa version française  Le Messager boiteux de 1956 à 1973 (sauf en 1970), ainsi que dans l'Almanach de l'Alsace et des Marches de l'Est de 1948 à 1964 (sauf en 1952).
Elle privilégie la représentation des enfants, notamment dans leurs costumes alsaciens, associés à des scènes humoristiques dans le goût de l'imagerie populaire de son époque. Elle réalise également plusieurs décorations murales dont celles de la clinique infantile des Hospices civils de Strasbourg.

## Hommages
- Plusieurs rues portent le nom de Dorette Muller à Mutzig et à Soultz-les-Bains, ainsi qu'un chemin Dorette Muller à Strasbourg.
- La BNUS a consacré une exposition aux artistes affichistes alsaciennes en 2009[5],[6].